# Berghof (Altenthann)
Berghof ist ein Ortsteil der Gemeinde Altenthann im Oberpfälzer Landkreis Regensburg in Bayern.

## Geografische Lage
Die Einöde Berghof liegt in der Region Regensburg, etwa zwei Kilometer westlich von Altenthann.

## Geschichte
Der Name Berghof entwickelte sich über Hof auf dem Berg, Aufmberg, Perckhof. Im Stiftbuch der Hofmark Adlmannstein wird 1582 ein Hof „auf dem Berg“ erwähnt, der wahrscheinlich identisch mit dem 1588 genannten „Aufmberg“ ist.
Berghof war 1599 Besitz von Altenthann, aber erst ab dem 17. Jahrhundert einschichtig.
Es verblieb bis zum Ende des 18. Jahrhunderts bei der Hofmark Altenthann.
Zum Stichtag 23. März 1913 (Osterfest) gehörte Berghof zur Pfarrei Altenthann und hatte zwei Häuser und zehn Einwohner.
Am Termin der Volkszählung 1987 gab es in Berghof zwei Gebäude mit Wohnraum, drei Wohnungen und zwölf Einwohner.
Am 31. Dezember 1990 hatte Berghof 13 Einwohner und gehörte zur Pfarrei Altenthann.